# ジラ (ワシントン州)
ジラ (Zillah) はアメリカ合衆国ワシントン州ヤキマ郡の都市である。2000年の国勢調査によると、人口は2,198人である。

## 地理・気候
北緯46度24分13秒、西経120度15分39秒 (46.403561, -120.260696)に位置している。
アメリカ合衆国統計局によると、総面積3.2 km2 (1.2 mi2) である。このすべてが陸地である。
- 山:
- 河川:
- その他:

## 人口
2000年の国勢調査では、人口2,198人、792世帯、591家族が暮らしている。人口密度は695.6/km2 (1,807.9/mi2) である。264.9/km2 (688.4/mi2) の平均的な密度に837軒の住宅が建っている。この都市の人種的な構成は白人73.25%、アフリカン・アメリカン0.82%、ネイティブ・アメリカン2.14%、アジア0.77%、太平洋諸島系0.36%、その他の人種18.29%、混血4.37%である。この人口の26.07%はヒスパニックまたはラテン系である。
全世帯のうち、18歳未満の子供と同居している世帯が40.2%、夫婦のみの世帯が56.9%、未婚女性の世帯が13.8%であり、25.3%は家族を持たない。個人名義の世帯主が21.7%、そのうち65歳以上が10.0%である。世帯ごとの平均人数は2.78人、家族ごとの平均人数は3.22人である。
18歳未満の未成年が31.2%、18歳以上24歳以下が10.0%、25歳以上44歳以下が27.6%、45歳以上64歳以下が19.3%、65歳以上が13.7%、平均年齢は33歳である。女性100人に対して男性は92.0人である。18歳以上の女性100人に対して男性は89.0人である。
この都市の世帯ごとの平均的な収入は38,214 USドルであり、家族ごとの平均的な収入は44,688 USドルである。男性は33,819 USドルに対して女性は23,603 USドルの平均的な収入がある。この都市の一人当たりの収入 (per capita income) は16,415 USドルである。人口の13.8%及び家族の9.0%の収入は貧困線以下である。全人口のうち18歳未満の16.4%及び65歳以上の16.6%は貧困線以下の生活を送っている。

## 歴史
1891年にヤキマ川下流から灌漑をもたらすサニーサイド運河計画が完遂し、1892年に運河会社の監督であったウォルター・グレンジャー (en:Walter K. Granger) がこの地を町の場所に選んだ。ノーザン・パシフィック鉄道社長として運河の建設に賛同していたトーマス・フレッチャー・オークス (en:Thomas Fletcher Oakes) の娘、ミス・ジラ・オークス (Miss Zillah Oakes) にちなんで命名された。新しい街への移動中に娘が鳴き叫んでいたため、父が町に彼女の名前を与えると約束したところ泣き止んだという逸話がある。彼は灌漑会社を退職後、ジラの住民となり、後に市長に選出された。1911年1月5日、正式に設立された。

## 経済
ジラはヤキマのベッドタウンである。主要産業は農業 (果樹園、ブドウ園、酪農、穀物、飼料の多くは、野菜など) と農業関連のサービス業 (果実の梱包、出荷、ワイナリー、農業経営コンサルティング、獣医師、アメリカ合衆国農務省の土壌保全サービスなど) である。ジラ学区関連の仕事もトップ3のひとつである。

## 教育
ジラ学区はヤキマ・バレー中域に4つの建物があり、約1250人の生徒を収容する。ジラ学区はヤキマ群のなかで最も小さい区域のひとつ (推定44 mi2) であり、人口は推定4,000である。
- Hilton Elementary School
- Zillah Intermediate School
- Zillah Middle School
- Zillah High School (Home of the Leopards)

## 名所・旧跡・観光スポット・祭事・催事

### 名所

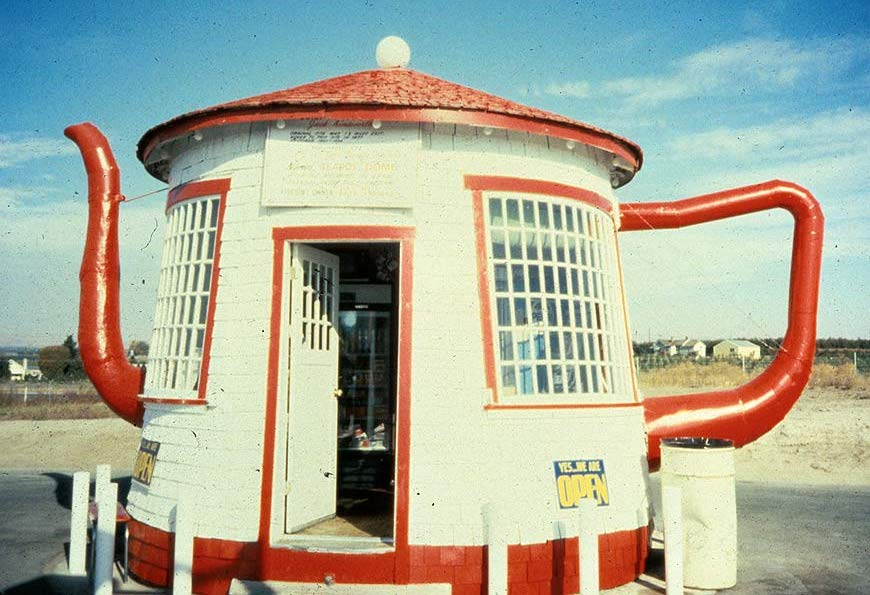
Teapot Dome Service Station

- Church of God-Zillah: 特撮怪獣映画『ゴジラ』は英語で Godzilla と書き、偶然にも読み方が一致している。しかし、かなり保守的な教会であり、教会のほうがゴジラ映画より長い歴史を持つため、この偶然を面白くなく思っている。[4]
- en:Teapot Dome Service Station — en:National Historic Sites (United States).
- Bonair Winery